# RAB22A
RAB22A‏ (RAB22A, member RAS oncogene family) هوَ بروتين يُشَفر بواسطة جين RAB22A في الإنسان.